# Stagione 1970-1971 di snooker
La stagione 1970-1971 di snooker è la 3ª edizione di una stagione di snooker. Ha preso il via il 13 luglio 1970 ed è terminata il 31 gennaio 1971, dopo sette tornei professionistici non validi per la classifica mondiale (due in più della scorsa stagione).

## Calendario

### Main Tour
| N° | Date di gioco                       | Torneo                               | N° edizione | Città               | Impianto                        | Vincitore      | Finalista      | Risultato   | Note  |
| -- | ----------------------------------- | ------------------------------------ | ----------- | ------------------- | ------------------------------- | -------------- | -------------- | ----------- | ----- |
| 1  | dal 13 al 15 luglio 1970            | Chester Professional Tournament      | 2ª          | Chester             | Upton By Chester British Legion | Jackie Rea     | John Spencer   | 4–3         |       |
| 2  | dal 26 luglio al 30 agosto 1970     | Australian Professional Championship | 9ª          | Sydney              | Heiron and Smith                | Eddie Charlton | Norman Squire  | 15–6        | [ 2 ] |
| 3  | 4 settembre 1970                    | Stratford Professional               | 1ª          | Stratford-upon-Avon | ?                               | Gary Owen      | Ray Reardon    | 6–4         |       |
| 4  | dal 28 settembre al 7 novembre 1970 | Campionato mondiale                  | 40ª         | Molteplici          | Molteplici                      | John Spencer   | Warren Simpson | 37–29       | [ 3 ] |
| 5  | gennaio 1971                        | Pot-Black                            | 3ª          | Birmingham          | BBC Studios                     | John Spencer   | Fred Davis     | 1–0 (61-40) | [ 4 ] |
| 6  | dal 4 al 31 gennaio 1971            | Park Drive 2000                      | 1ª          | Molteplici          | Molteplici                      | John Spencer   | Rex Williams   | 4–1         | [ 5 ] |
| 7  | 28 e 29 aprile 1971                 | Park Drive 600                       | 1ª          | Sheffield           | Saint Philips Social Club       | Ray Reardon    | John Spencer   | 4–0         | [ 6 ] |

Tornei rimossi dalla scorsa stagione
- Australasian Professional Championship

Tornei aggiunti dalla scorsa stagione
- Stratford Professional
- Park Drive 2000
- Park Drive 600

Numero di tornei per nazione
2 nazioni diverse ospitano almeno un torneo professionistico, una in meno della scorsa stagione.
| N° | Nazione     | Numero | Stagione precedente |
| -- | ----------- | ------ | ------------------- |
| 1  | Inghilterra | 5      | 3                   |
| 2  | Australia   | 2      | 1                   |

Numero di tornei per città
5 città diverse ospitano almeno un torneo professionistico.
| N° | Città               | Numero | Stagione precedente |
| -- | ------------------- | ------ | ------------------- |
| 1  | Chester             | 1      | 1                   |
| 2  | Sydney              | 1      | 1                   |
| 3  | Stratford-upon-Avon | 1      | 0                   |
| 4  | Birmingham          | 1      | 1                   |
| 5  | Sheffield           | 1      | 0                   |

## Sponsor
| Torneo          | Sponsor    |
| --------------- | ---------- |
| Park Drive 2000 | Park Drive |
| Park Drive 600  | Park Drive |

## Statistiche

### Finalisti
| N° | Giocatore      | Finali vinte | Finali perse | Totale |
| -- | -------------- | ------------ | ------------ | ------ |
| 1  | John Spencer   | 3            | 2            | 5      |
| 2  | Ray Reardon    | 1            | 1            | 2      |
| 3  | Jackie Rea     | 1            | 0            | 1      |
| 4  | Eddie Charlton | 1            | 0            | 1      |
| 5  | Gary Owen      | 1            | 0            | 1      |
| 6  | Norman Squire  | 0            | 1            | 1      |
| 7  | Warren Simpson | 0            | 1            | 1      |
| 8  | Fred Davis     | 0            | 1            | 1      |
| 9  | Rex Williams   | 0            | 1            | 1      |

### Finalisti per nazione
| N° | Nazione          | Finali vinte | Finali perse | Totale |
| -- | ---------------- | ------------ | ------------ | ------ |
| 1  | Inghilterra      | 3            | 4            | 7      |
| 2  | Galles           | 2            | 1            | 3      |
| 3  | Australia        | 1            | 2            | 3      |
| 4  | Irlanda del Nord | 1            | 0            | 1      |

### Risultati per giocatore
| N° | Giocatore          | CPT | APC | SP | CM | PB | PD2000 | PD600 |
| -- | ------------------ | --- | --- | -- | -- | -- | ------ | ----- |
| 1  | Jackie Rea         | V   | A   | A  | A  | FG | A      | 1T    |
| 2  | John Spencer       | F   | A   | A  | V  | V  | V      | F     |
| 3  | John Dunning       | SF  | A   | A  | A  | A  | A      | A     |
| 4  | Pat Houlihan       | SF  | A   | A  | A  | A  | A      | A     |
| 5  | Eddie Charlton     | A   | 1   | A  | SF | A  | A      | A     |
| 6  | Warren Simpson     | A   | 2   | A  | F  | A  | A      | A     |
| 7  | Norman Squire      | A   | 3   | A  | FG | A  | A      | A     |
| 8  | Paddy Morgan       | A   | 4   | A  | FG | A  | A      | A     |
| 9  | Allan McDonald     | A   | 5   | A  | A  | A  | A      | A     |
| 10 | Rex King           | A   | 6   | A  | A  | A  | A      | A     |
| 11 | Newton Gahan       | A   | 7   | A  | A  | A  | A      | A     |
| 12 | Gary Owen          | A   | A   | V  | FG | SF | FG     | A     |
| 13 | Ray Reardon        | A   | A   | F  | SF | A  | A      | V     |
| 14 | John Pulman        | A   | A   | A  | FG | FG | FG     | SF    |
| 15 | Perrie Mans        | A   | A   | A  | FG | A  | A      | A     |
| 16 | Kinglsey Kennerley | A   | A   | A  | A  | FG | A      | A     |
| 17 | David Taylor       | A   | A   | A  | A  | FG | A      | A     |
| 18 | Rex Williams       | A   | A   | A  | A  | SF | F      | SF    |
| 19 | Fred Davis         | A   | A   | A  | A  | F  | A      | 1T    |

Legenda
| Sigla | Risultato        |
| ----- | ---------------- |
| V     | Vincitore        |
| F     | Finalista        |
| SF    | Semifinalista    |
| QF    | Quarti di finale |
| 4T    | Quarto turno     |
| 3T    | Terzo turno      |
| 2T    | Secondo turno    |
| 1T    | Primo turno      |
| FG    | Fase a gironi    |
| NQ    | Non qualificato  |
| A     | Assente          |
| WD    | Ritirato         |

## Century breaks

### Main Tour
Durante il corso della stagione sono stati realizzati 19 century breaks.
| N° | Giocatore      | Century breaks | Miglior break             |
| -- | -------------- | -------------- | ------------------------- |
| 1  | Eddie Charlton | 7              | 129 (Campionato mondiale) |
| 2  | John Spencer   | 6              | 126 (Campionato mondiale) |
| 3  | Ray Reardon    | 3              | 127 (Park Drive 600)      |
| 4  | John Pulman    | 2              | 119 (Park Drive 2000)     |
| 5  | Gary Owen      | 1              | 102 (Campionato mondiale) |